# شهرستان بوآرنوا-سالابری
شهرستان بوآرنوا-سالابری (به انگلیسی: Beauharnois-Salaberry Regional County Municipality) یک منطقهٔ مسکونی در کانادا است که در ناحیه مونترژی واقع شده‌است. شهرستان بوآرنوا-سالابری ۵۲۳٫۱۰ کیلومتر مربع مساحت و ۶۱٬۹۵۰ نفر جمعیت دارد.